# Sidney Sam
Sidney Sam (Kiel, 31 gennaio 1988) è un ex calciatore tedesco, di origini nigeriane, di ruolo attaccante, vice allenatore dello Schalke 04.

## Carriera
Cresce ed esordisce in Bundesliga nell'Amburgo, che lo cede successivamente in prestito per 2 stagioni al Kaiserslautern prima di approdare definitivamente al Bayer Leverkusen.

### Bayer Leverkusen
Il 25 settembre 2010 segna il suo primo goal con la maglia delle aspirine timbrando il definitivo 1-4 nella vittoria esterna contro lo Stoccarda. Il 1º dicembre 2010 segna invece il suo primo goal in Europa League contro il Rosenborg. Il 17 febbraio 2011 arriva la prima doppietta in Europa League, con il terzo e quarto goal segnati fuori casa al Metalist Charkiv. Il 28 ottobre 2012 ha messo a segno il gol vittoria nella gara vinta per 2-1 dal Leverkusen contro il Bayern Monaco all'Allianz Arena.

### Schalke 04
L'8 gennaio 2014 lo Schalke 04 comunica l'acquisto del giocatore. Il trasferimento avviene il 1º luglio 2014. L'11 maggio 2015 lo Schalke 04 comunica la rescissione del contratto di Sam e di Kevin Prince Boateng per scarso rendimento nelle partite giocate.

## Statistiche

### Presenze e reti nei club
Statistiche aggiornate al 19 febbraio 2023.
| Stagione                | Squadra                 | Campionato              | Campionato | Campionato | Coppe nazionali | Coppe nazionali | Coppe nazionali | Coppe continentali | Coppe continentali | Coppe continentali | Altre coppe | Altre coppe | Altre coppe | Totale | Totale |
| Stagione                | Squadra                 | Comp                    | Pres       | Reti       | Comp            | Pres            | Reti            | Comp               | Pres               | Reti               | Comp        | Pres        | Reti        | Pres   | Reti   |
| ----------------------- | ----------------------- | ----------------------- | ---------- | ---------- | --------------- | --------------- | --------------- | ------------------ | ------------------ | ------------------ | ----------- | ----------- | ----------- | ------ | ------ |
| mag. 2006               | Amburgo II              | RL                      | 2          | 1          | -               | -               | -               | -                  | -                  | -                  | -           | -           | -           | 2      | 1      |
| 2006-2007               | Amburgo II              | RL                      | 23         | 4          | -               | -               | -               | -                  | -                  | -                  | -           | -           | -           | 23     | 4      |
| 2007-2008               | Amburgo II              | RL                      | 21         | 3          | -               | -               | -               | -                  | -                  | -                  | -           | -           | -           | 21     | 3      |
| ago. 2008               | Amburgo II              | RL                      | 1          | 0          | -               | -               | -               | -                  | -                  | -                  | -           | -           | -           | 1      | 0      |
| Totale Amburgo II       | Totale Amburgo II       | Totale Amburgo II       | 47         | 8          |                 | -               | -               |                    | -                  | -                  |             | -           | -           | 47     | 8      |
| 2007-2008               | Amburgo                 | BL                      | 4          | 0          | CG              | 0               | 0               | CU                 | 1                  | 0                  | Int.        | 0           | 0           | 5      | 0      |
| 2008-2009               | Kaiserslautern          | 2BL                     | 26         | 4          | CG              | 0               | 0               | -                  | -                  | -                  | -           | -           | -           | 26     | 4      |
| 2009-2010               | Kaiserslautern          | 2BL                     | 33         | 10         | CG              | 2               | 1               | -                  | -                  | -                  | -           | -           | -           | 35     | 11     |
| Totale Kaiserslautern   | Totale Kaiserslautern   | Totale Kaiserslautern   | 59         | 14         |                 | 2               | 1               |                    | -                  | -                  |             | -           | -           | 61     | 15     |
| 2010-2011               | Bayer Leverkusen        | BL                      | 30         | 7          | CG              | 2               | 2               | UEL                | 8                  | 3                  | -           | -           | -           | 40     | 12     |
| 2011-2012               | Bayer Leverkusen        | BL                      | 18         | 4          | CG              | 1               | 1               | UCL                | 6                  | 1                  | -           | -           | -           | 25     | 6      |
| 2012-2013               | Bayer Leverkusen        | BL                      | 22         | 5          | CG              | 2               | 0               | UEL                | 4                  | 0                  | -           | -           | -           | 28     | 5      |
| 2013-2014               | Bayer Leverkusen        | BL                      | 22         | 8          | CG              | 3               | 3               | UCL                | 6                  | 2                  | -           | -           | -           | 31     | 13     |
| Totale Bayer Leverkusen | Totale Bayer Leverkusen | Totale Bayer Leverkusen | 92         | 24         |                 | 8               | 6               |                    | 24                 | 6                  |             | -           | -           | 124    | 36     |
| 2014-2015               | Schalke 04 II           | RL                      | 1          | 0          | -               | -               | -               | -                  | -                  | -                  | -           | -           | -           | 1      | 0      |
| 2015-2016               | Schalke 04 II           | RL                      | 2          | 1          | -               | -               | -               | -                  | -                  | -                  | -           | -           | -           | 2      | 1      |
| ago.-dic. 2016          | Schalke 04 II           | RL                      | 9          | 2          | -               | -               | -               | -                  | -                  | -                  | -           | -           | -           | 9      | 2      |
| Totale Schalke 04 II    | Totale Schalke 04 II    | Totale Schalke 04 II    | 12         | 3          |                 | -               | -               |                    | -                  | -                  |             | -           | -           | 12     | 3      |
| 2014-2015               | Schalke 04              | BL                      | 11         | 0          | CB              | 1               | 0               | UCL                | 3                  | 0                  | -           | -           | -           | 15     | 0      |
| 2015-2016               | Schalke 04              | BL                      | 2          | 0          | CB              | 0               | 0               | UCL                | 4                  | 0                  | -           | -           | -           | 6      | 0      |
| set.-dic. 2016          | Schalke 04              | BL                      | 0          | 0          | CB              | 0               | 0               | UCL                | 1                  | 0                  | -           | -           | -           | 1      | 0      |
| Totale Schalke 04       | Totale Schalke 04       | Totale Schalke 04       | 13         | 0          |                 | 1               | 0               |                    | 8                  | 0                  |             | -           | -           | 22     | 0      |
| gen.-giu. 2017          | Darmstadt               | BL                      | 13         | 2          | CB              | 0               | 0               | -                  | -                  | -                  | -           | -           | -           | 13     | 2      |
| 2017-2018               | Bochum                  | 2BL                     | 23         | 0          | CG              | 1               | 0               | -                  | -                  | -                  | -           | -           | -           | 24     | 0      |
| 2018-2019               | Bochum                  | 2BL                     | 19         | 2          | CG              | 0               | 0               | -                  | -                  | -                  | -           | -           | -           | 19     | 2      |
| Totale Bochum           | Totale Bochum           | Totale Bochum           | 42         | 2          |                 | 1               | 0               |                    | -                  | -                  |             | -           | -           | 43     | 2      |
| 2019-2020               | Altach                  | BL                      | 22         | 6          | CA              | 1               | 0               | -                  | -                  | -                  | -           | -           | -           | 23     | 6      |
| 2020-2021               | Antalyaspor             | SL                      | 25         | 3          | TK              | 5               | 0               | -                  | -                  | -                  | -           | -           | -           | 30     | 3      |
| Totale carriera         | Totale carriera         | Totale carriera         | 329        | 62         |                 | 17              | 7               |                    | 33                 | 6                  |             | 0           | 0           | 379    | 75     |

## Palmarès

### Club

#### Competizioni nazionali
- Campionato tedesco di seconda divisione: 1

Kaiserslautern: 2009-2010